# Bonaventura Aliotti
Bonaventura Aliotti (Palerm, vers 1640 – Palerm, vers 1690) fou un religiós, organista i compositor italià actiu en la segona meitat del segle xvii.

## Biografia
Bonaventura Aliotti, conegut com a Pare Palerm durant la seva vida, va treballar a Palerm, Ferrara i Pàdua. Igual que el seu mestre Giovanni Battista Fasolo, va pertànyer a l'Orde Menorític. A l'octubre de 1674 es va traslladar a Ferrara i va aconseguir una feina com a organista a l'església de la confraria laxa "Confraternita della Morte". Dels onze oratoris que se li atribueixen, només quatre han sobreviscut.
La seva obra més famosa és l'oratori "Il Sansone" de 1686. Aquest va ser gravat el 2001, probablement com la seva primera obra, per l'Ensemble Elyma de Gabriel Garrido. Altres oratoris inclouen "Il Trionfo della morte per il peccato d'Adamo" i "Santa Rosalia" (1687). El 2020 es va publicar "Il trionfo della morte" al segell Accent, interpretat per Les Traversées Baroques sota la direcció d'Étienne Meyer Els tres oratoris esmentats estan disponibles en reimpressions modernes.

## Obres (selecció)
- La morte di S Antonio da Padova (G. Desideri), 1677
- Il trionfo della morte per il peccato d'Adamo, Ferrara, 1677
- Amore e Fede alla mensa: nella conversione di S Maria Maddalena, perdut (Palerm, 1680)
- L'Arca simbolo della Croce, perdut (Palerm, 1680)
- Begorre alla Fede, perduda (Palerm, 1681)
- La Fe' trionfante per l'heresia soggiogata da S Antonio di Padova, perduda (Palerm, 1681)
- Dialogo dell'Immaculata Concettione di Maria Sempre Vergine, perduda (Palerm, 1682)
- L'invito celeste o S Caterina, perdut (Palerm, 1682)
- Per il nuovo teatro della Musica, perduda (Palerm, 1682)
- Il Sansone, (Nàpols, 1686)
- Santa Rosalia, (Palerm, 1687)